# Jezerní luh
Jezerní luh je přírodní památka v okrese Prachatice. Nachází se na Šumavě (Trojmezenská hornatina) v údolí Jezerního potoka, zhruba 5 km západně od obce Nová Pec. Je součástí národního parku Šumava. Důvodem ochrany je soustava tří malých rašelinišť s navazujícími kontaktními mechovými smrčinami v komplexu Trojmezenské hornatiny.
Přírodní památka byla 15. ledna 2017 zrušena a lokalita je nadále chráněna jako první zóna národní parku Šumava.